# Mount Remarkable (South Australia)
Mount Remarkable är ett berg i Australien. Det ligger i det lokala förvaltningsområdet Mount Remarkable och delstaten South Australia, omkring 240 kilometer norr om delstatshuvudstaden Adelaide. Toppen på Mount Remarkable är 958 meter över havet. Mount Remarkable ingår i Flinders Ranges.
Mount Remarkable är den högsta punkten i trakten. Trakten runt Mount Remarkable är nära nog obefolkad, med mindre än två invånare per kvadratkilometer.. Närmaste större samhälle är Wilmington, omkring 18 kilometer norr om Mount Remarkable.
Trakten runt Mount Remarkable består till största delen av jordbruksmark. Genomsnittlig årsnederbörd är 407 millimeter. Den regnigaste månaden är maj, med i genomsnitt 62 mm nederbörd, och den torraste är oktober, med 9 mm nederbörd.